# Bureaucracy
Bureaucracy, sottotitolato A Paranoid Fantasy nell'introduzione, è un videogioco d'avventura testuale pubblicato nel 1987 per i computer Amiga, Apple II, Atari ST, Commodore 128, Macintosh e MS-DOS dalla Infocom. Il protagonista, a causa di ordinarie questioni di lavoro, è alle prese con una terribile burocrazia, della quale il gioco fa una parodia. La storia venne ideata e sceneggiata principalmente dallo scrittore e umorista Douglas Adams.

## Trama
Il protagonista inizia nel suo nuovo appartamento con una lettera del suo nuovo datore di lavoro, che intende inviarlo a seguire un seminario all'estero. Il denaro per il viaggio aereo è atteso per posta in giornata, ma iniziano i disguidi.
A causa del recente cambio di residenza, che ha messo in difficoltà la banca, la  consegna è stata fatta per errore al vecchio indirizzo, e oltretutto il postino ha confuso i numeri civici. Il protagonista dovrà vedersela con la banca e con strani incontri nel vicinato, come una vecchia armata di fucile, un pappagallo psicotico, un lama affamato e un eccentrico paranoico.
Quando riuscirà faticosamente a ottenere i soldi, avrà altri problemi all'aeroporto, dovrà cambiare compagnia aerea, e una volta a bordo dovrà evitare il cibo terribile e perfino gettarsi con il paracadute.
Nell'ultima parte dovrà affrontare dei cannibali e un misterioso centro informatico dove, con un po' di hacking, potrà finalmente rimettere le cose a posto.

## Modalità di gioco
Bureaucracy è una pura avventura testuale in inglese totalmente priva di illustrazioni. 
Come comandi possono essere digitate anche frasi relativamente complesse. Il manuale dichiara che il gioco può riconoscere oltre 1000 parole.
Occasionalmente viene utilizzato un sistema di domanda e risposta, che consente in particolare di avere conversazioni più concise con gli altri personaggi: in questi casi viene fatta una domanda all'utente, la linea di comando inizia con due caratteri (>>) anziché il solito uno (>), e bisogna inserire una risposta adeguata.
Tra i comandi speciali sono disponibili funzioni come salvataggio, regolazione del livello di dettaglio delle descrizioni, visualizzazione dell'inventario, again che ripete l'ultimo comando dato, e oops che consente di correggere un errore di battitura nell'ultimo comando dato, riscrivendo solo la parola sbagliata.
Il gioco inizia con un finto messaggio che informa l'utente del fatto che non è autorizzato all'uso del programma prima di aver compilato un modulo di registrazione. I dati inseriti, in parte bizzarri, verranno poi usati per personalizzare i testi. Tuttavia il programma confonderà in continuazione il genere del protagonista rispetto a quello inserito, e di tanto in tanto confonderà anche altre informazioni.
Durante il gioco il protagonista ha un valore variabile della pressione sanguigna, che aumenta quando si subiscono stress o si commettono certi errori, e se diventa eccessiva può portare al collasso del personaggio e alla fine della partita.
L'avventura è tendenzialmente lineare, cosa abbastanza insolita per un gioco della Infocom; generalmente il protagonista risolve i rompicapo presenti nel luogo attuale e poi si sposta al luogo successivo, senza tornare indietro.
È presente un sistema di punteggio in base ai progressi fatti, che aumenta di un solo punto alla volta fino a un massimo di 21.

## Materiali
Come in molti giochi della Infocom, le confezioni originali includono materiali a scopo descrittivo dell'ambientazione (anche detti feelie).
Bureaucracy include un modulo della banca per il cambio di indirizzo, una matita per compilarlo, una guida per rispondere alle domande del modulo, un volantino pubblicitario per abbonarsi alla rivista Popular Paranoia (il nome è una parodia di mensili statunitensi come Popular Science), e la lettera del nuovo datore di lavoro.
Il modulo è in triplice copia carbone e il suo lato umoristico è che in realtà le copie non sono tutte uguali: ogni casella sul primo foglio corrisponde negli altri fogli a caselle con tutt'altro significato, spesso masochistico.

## Sviluppo
La storia di Bureaucracy fu sceneggiata inizialmente da Douglas Adams, che aveva già lavorato con la Infocom a The Hitchhiker's Guide to the Galaxy, tratto dal suo Guida galattica per gli autostoppisti. Nello sviluppo tuttavia ci furono forti ritardi, spesso dovuti allo stesso Adams; molti sviluppatori della Infocom si avvicendarono a lavorarci, senza mai formare una squadra ben integrata con Adams. Questi infine abbandonò il progetto prima del suo completamento, e il suo ruolo passò all'umorista britannico Michael Bywater, suo vecchio amico, che lo portò a termine. Bureaucracy uscì ben tre anni dopo Hitchhiker's Guide.
Nell'ideare Bureaucracy, Adams si basò su un reale disguido burocratico a lui stesso capitato. In seguito a un suo cambio di residenza, del quale non aveva informato la propria banca, si ritrovò con la carta di credito invalidata. Ne derivò una serie di disguidi, che coinvolsero anche le poste, l'assicurazione e quant'altro. Come beffa finale, la banca inviò una lettera di scuse, ma al vecchio indirizzo.

## Accoglienza
Bureaucracy vendette 40 000 copie, un decimo di quelle totalizzate da The Hitchhiker's Guide to the Galaxy di tre anni prima, d'altra parte l'interesse generale nelle avventure testuali era ormai diminuito.
La critica europea giudicò spesso Bureaucracy molto positivamente, apprezzandone il divertimento e l'umorismo, e assegnando molti voti alla qualità pari o equiparabili a circa 9/10. Diverse riviste britanniche criticarono però il prezzo, che era comunque decisamente alto (circa 35£) (negli USA era 40$). Anche la tedesca Aktueller Software Markt, pur arrivando a dare il voto 12/12 all'atmosfera, fu meno entusiasta sul rapporto qualità/prezzo (circa 100DM in Germania Ovest). La rivista italiana Commodore Gazette si limitò a giudicare il gioco discreto, con umorismo godibile, ma lontano dal livello di Hitchhiker's Guide; nella versione Commodore 128 notava i frequenti caricamenti da disco, ma abbastanza rapidi da non pregiudicare la giocabilità.